# Mahomet second
Mahomet second est une tragédie en prose inachevée écrite par Marivaux vers 1733 et dont on possède un acte et cinq scènes en prose publié pour la première fois dans le Mercure de France de mars 1747.

## Genèse
Fréquentant, avec Houdar de La Motte, le défenseur de l’usage de la prose dans la tragédie, le salon de la marquise de Lambert où était discutée la question de la versification, Marivaux tenta d’y apporter une réponse empirique avec Mahomet second, bien qu’il ait essuyé un échec dix ans plus tôt avec Annibal. Aucune sollicitation ne réussit à le persuader de terminer cette tragédie dont le sujet avait déjà été mis à contribution par Claude Basset dans une pièce perdue, puis par Vivien de Châteaubrun dans une pièce qui connut onze représentations à la Comédie-Française en 1714.
Une autre tragédie (en vers) du même titre a été publiée en 1739 par Jean-Baptiste de La Noue, après avoir été jouée.

## Personnages
- Ibrahim
- Irène
- Mahomet
- Roxane
- Théodore, père d’Irène,
- Lascaris, son frère.

## L’intrigue
Ibrahim, un prince Comnène, allié à la famille impériale grecque, qui s’est converti à l’islam après sa capture par les Turcs, a été chargé par le sultan Mahomet second, dont il est devenu le favori, d’apprendre à la princesse grecque Irène, captive comme lui des Turcs, que son père Théodore et son frère Lascaris, crus morts à la bataille, sont vivants, mais aussi qu’il l’aime et désire l’épouser. Celle-ci repousse avec hauteur la proposition du sultan et accable Ibrahim de ses mépris pour avoir accepté de se soumettre aux Turcs. Le sultan, qui avait d’abord songé à faire épouser sa sœur à Ibrahim, songe maintenant à la faire épouser par Lascaris, et il compte sur la reconnaissance d’Irène pour faciliter ses plans de mariage. Le sultan fait amener devant elle Théodore et Lascaris, chargés de fers, et les libère pour s’attirer ses bonnes grâces. Lascaris et Roxane, restés seuls, concluent l’acte par un dialogue où ils s’avouent leurs sentiments mutuels.